# Savanne

Distriktets läge.

Distriktet Savanne är ett av Önationen Mauritius nio distrikt. Distriktet ligger på öns södra del.

## Geografi
Distriktet har en yta på cirka 243 km² och är det fjärde största till ytan. Befolkningen uppgår till cirka 68 500 invånare. Befolkningstätheten är 278 invånare / km².
Inom distriktet ligger bland andra orterna Surinam, bergstoppen Piton Savanne och vattenfallet Rochester Falls.

## Förvaltning
Distriktet förvaltas av en Chairperson och ISO 3166-2 koden är "MU-SA". Huvudorten är Souillac, största orten är Chemin Grenier.
Distriktet är underdelad i 16 municipalities.